# Just My Imagination (Running Away with Me)
Singles de The Temptations
Ungena Za Ulimwengu (Unite the World)
(1970) It's Summer
(1971)
Just My Imagination (Running Away with Me) est une chanson du groupe de soul américain The Temptations écrite par Barrett Strong et composée par Norman Whitfield. Cette ballade figure sur l'album Sky's the Limit, sorti en 1971. Elle est également éditée en 45 tours la même année et rencontre un grand succès, devenant le troisième no 1 des Temptations dans leur pays d'origine. Elle reste considérée comme l'une des chansons emblématiques du groupe.
Just My Imagination est également le dernier single des Temptations enregistré avec Eddie Kendricks (qui assure le chant principal) et Paul Williams. Le premier quitte le groupe pour se lancer dans une carrière solo, tandis que le second doit mettre un terme à sa carrière en raison de problèmes de santé.

## Reprises
- Donald Byrd sur l'album Places and Spaces (1975)
- The Rolling Stones sur l'album Some Girls (1978)
- Booker T. & the M.G.'s sur l'album That's the Way It Should Be (1994)
- Bette Midler sur l'album Bette (2000)
- Boyz II Men sur l'album Motown: A Journey Through Hitsville USA (2007)
- Connie Talbot (2017)

## Dans la culture populaire
La chanson est présente dans le film Bienvenue à Marwen (2018).